# マリナ (イヌイット神話)
マリナ（マリーナ、英: Malina）はイヌイット神話の太陽の女神である。マリナの神話は主に兄弟であり月であるイガルク（アニンガン）との争いと、その結果として月から逃げる太陽という日月別離神話として描かれる。
情熱、勇気、および美の象徴ともされる。